# نینا باری
نینا کارلوونا باری (به روسی: Нина Карловна Бари) (زاده ۱۹ نوامبر ۱۹۰۱ در مسکو – درگذشته ۱۵ ژوئیه ۱۹۶۱ در مسکو) بانوی ریاضی‌دان دورهٔ شوروی بود که به دلیل کار خود در زمینه سری مثلثاتی مشهور است.
او به وسیلهٔ یک قطار در مترو مسکو کشته شد.
محل تحصیل وی دانشگاه دولتی مسکو بود.